# Хатње
Хатње (слч. Hatné) насељено је мјесто са административним статусом сеоске општине (слч. obec) у округу Повашка Бистрица, у Тренчинском крају, Словачка Република.

## Становништво
| Година:    | 1994. | 2004.   | 2014.   | 2024.   |
| ---------- | ----- | ------- | ------- | ------- |
| Број људи: | 580   | 564     | 599     | 632     |
| Разлика:   |       | -2,75 % | +6,20 % | +5,50 % |

| Година:    | 2023. | 2024.   |
| ---------- | ----- | ------- |
| Број људи: | 642   | 632     |
| Разлика:   |       | -1,55 % |

Према подацима о броју становника из 2024. године насеље је имало 632 становника.